# Caluera
Caluera là một chi thực vật có hoa trong họ Orchidaceae.